# Жукова-Кіртбая Тетяна Іванівна
Тетяна Іванівна Жукова-Кіртбая (24 жовтня 1939, Москва, Російська РФСР, СРСР — 9 серпня 2021, Москва, Росія) — радянська і російська акторка театру і кіно. Заслужена артистка РРФСР (1989).

## Біографія
Тетяна Жукова народилася 24 жовтня 1939 року в Москві. У шкільні роки займалася в знаменитій студії Сергія Штейна.
У 1957 році вступила, а в 1962 році закінчила акторський факультет ГІТІСу. Після закінчення театрального інституту за розподілом три роки працювала в Новосибірському театрі «Червоний факел».
У 1965 році головний режисер Московського Театру на Таганці Юрій Любимов запросив її в свою трупу. Після поділу театру, з 1992 року і до кінця життя служила в театрі «Співдружність акторів Таганки».
Крім роботи в театрі, з 1969 року знімалася в популярній естрадно-розважальній гумористичній телепередачі Кабачок «13 стільців» (пані Ядвіга), знімалася в кінофільмах, граючи, головним чином, невеликі епізодичні ролі.
До шлюбу в 1977 році працювала під прізвищем Жукова, після одруження взяла прізвище чоловіка — Кіртбая, працюючи під подвійним прізвищем Жукова-Кіртбая.
Померла в Москві 9 серпня 2021 року на 82-му році життя після тривалої хвороби.

## Особисте життя
Перший чоловік — актор Станіслав Іванович Савич (1937—1979). Одружилися на четвертому курсі ГІТІСу, де Савич навчався на вокальному відділенні. Розлучилися на початку 1960-х років через зради чоловіка. У шлюбі народила дочку.
Другий чоловік — Лев Ліпкин. Син — актор Михайло Ліпкин (нар. 1969), з 1993 по 1999 рік був актором театру «Співдружність акторів Таганки».
Третій чоловік — Ігор Олексійович Кіртбая (1939—1991), абхаз за походженням, інженер-енергетик, винахідник, організатор енергетичного будівництва. Шлюб тривав з 1977 року до смерті чоловіка.
Є онуки.

## Нагороди
- Заслужена артистка РРФСР (1989).
- Орден Дружби (2020) — «за великий внесок у розвиток вітчизняної культури і мистецтва, багаторічну плідну діяльність»[5].

## Творчість

### Ролі в кіно
- 1969—1981 — Кабачок «13 стільців» — пані Ядвіга
- 1979 — Москва сльозам не вірить —  Поліна, працівниця хімчистки  (в титрах — Т. Жукова)
- 1981 — Куди він дінеться! —  тітка Паша
- 1981 — Механік
- 1981 — Аз і Ферт —  служниця Килина
- 2004 — 2006 — Моя прекрасна нянька —  баба Сіма
- 2005 — Людина війни
- 2007 — На шляху до серця
- 2007 — Пригоди солдата Івана Чонкіна —  баба Дуня
- 2007 — Розмітка
- 2007 — Суджений-ряджений
- 2007 — 2012 — Татусеві доньки —  Єфросинія Петрівна Жихарєва
- 2009 — Коротке замикання новела «Терміновий ремонт» —  бабуся
- 2009 — Сільська комедія
- 2009 — Брудна робота —  Алевтина Гнатівна Кузіна (тітка Тимофія)
- 2010 — Холодне серце —  баба Тася, свекруха Тетяни Зеленцової
- 2010 — Щасливі разом —  Ніна Федорівна  (серія «Зображуючи жертви»)
- 2010 — Записки експедитора Таємної канцелярії —  Парасковія
- 2011 — Завжди говори завжди 7 —  баба Ганна
- 2011 / 2016 — Вороніни —  бабуся в лікарні, сусідка Вороніних
- 2011 — Карамель —  незнайомка
- 2011 — МУР. Третій фронт —  перехожа (епізод)
- 2013 у кіно — Обережно: діти!
- 2013 у кіно — Брати по обміну —  Сафронівна
- 2014 — Золота наречена —  Моксатиха
- 2014 у кіно — Чорнобиль —  старенька з Прип'яті
- 2015 у кіно — Дід Мазаєв і Зайцеви —  баба Настя
- 2015 у кіно — Людмила Гурченко —  Галя (сусідка)
- 2015 у кіно — Пансіонат «Казка», або Чудеса включені —  баба Катя
- 2016–2017 — Готель Елеон —  Тамара Василівна, бабуся Даші
- 2016 у кіно — Другий зір —  Поліна Львівна
- 2017 у кіно — Учениця Мессінга —  Пелагея, бабуся Ольги
- 2020 у кіно — ВП Пирогова —  Тамара, сусідка Віри
- 2020 — Агентство О.К.О. —  мати братів-близнюків Бєляєва
- 2020 у кіно — Казанова —  викладачка ГІТІСа
- 2021 у кіно — Дилди —  бабуся Льолі

### Озвучування
- 1978 — «Крадене сонце» (мультфільм)
- 1982 — «Вовча шкура» (мультфільм)

### Театр на Таганці
- «А зорі тут тихі» — Галя Четвертак
- «Бенефіс»
- «Борис Годунов»
- «Володимир Висоцький» (варіант 1981 року)
- «Дерев'яні коні» — Маня-велика, Євгенія
- «Добра людина з Сезуана» (редакція 1964 року) — Дружина Торговця килимами
- «Живий» — Авдотья
- «Мати» — Нилівна
- «Перехрестя» — Дьомчиха
- «Під шкірою статуї свободи» — Студентка, яка зображує хіппічонку; Студентка, яка зображує дружину Панчо Вільї)
- «Злочин і кара» — Катерина Іванівна
- «Пугачов» — Плакальниці
- «Самовбивця» — Серафима Іллівна
- «Тартюф» (редакція 1968 року) — Доріна
- «Товариш, вір…» (за Дам, за циганку Таню)
- «Що робити?» — Старенька, Господиня

### Співдружність акторів Таганки
- «Горе від розуму — Горе розуму — Горе розуму» — Графиня Хрюміна
- «Каліка з Інішмана» — Мамаша
- «ВВС (Висоцький Володимир Семенович)» (реж. М. Губенко) — Бомжиха
- «Міс і Мафія» Н. Птушкіної (реж. М. Губенко) — Кутузов
- «Веселого Різдва, мама!». (реж. Н. Старкова)
- "Гей, жива душа, озовися! "(Реж. В. Щебликін)
- «Іванов» (реж. М. Губенко).